# Porto delle Grazie
Il porto delle Grazie - Marina di Roccella è un porto turistico che si trova a Roccella Ionica.

## Struttura
Il porto è protetto da due moli che orientano l'imboccatura ad ovest ed è composto da moli interni, moderni finger, darsene banchinate e scalo d'alaggio. Esso dispone di 450 posti barca fino ad una lunghezza massima di 50 metri, con un fondale dai 4 ai 5 metri, dragato nel corso del 2016 e del 2017. Il porto è situato nella Locride ed è il più grande porto turistico della provincia di Reggio Calabria. L'imbarcazione più grande ospitata dal porto è stata "Framura 3", yacth di 49 metri, in data 27 maggio 2018.

## Gestione

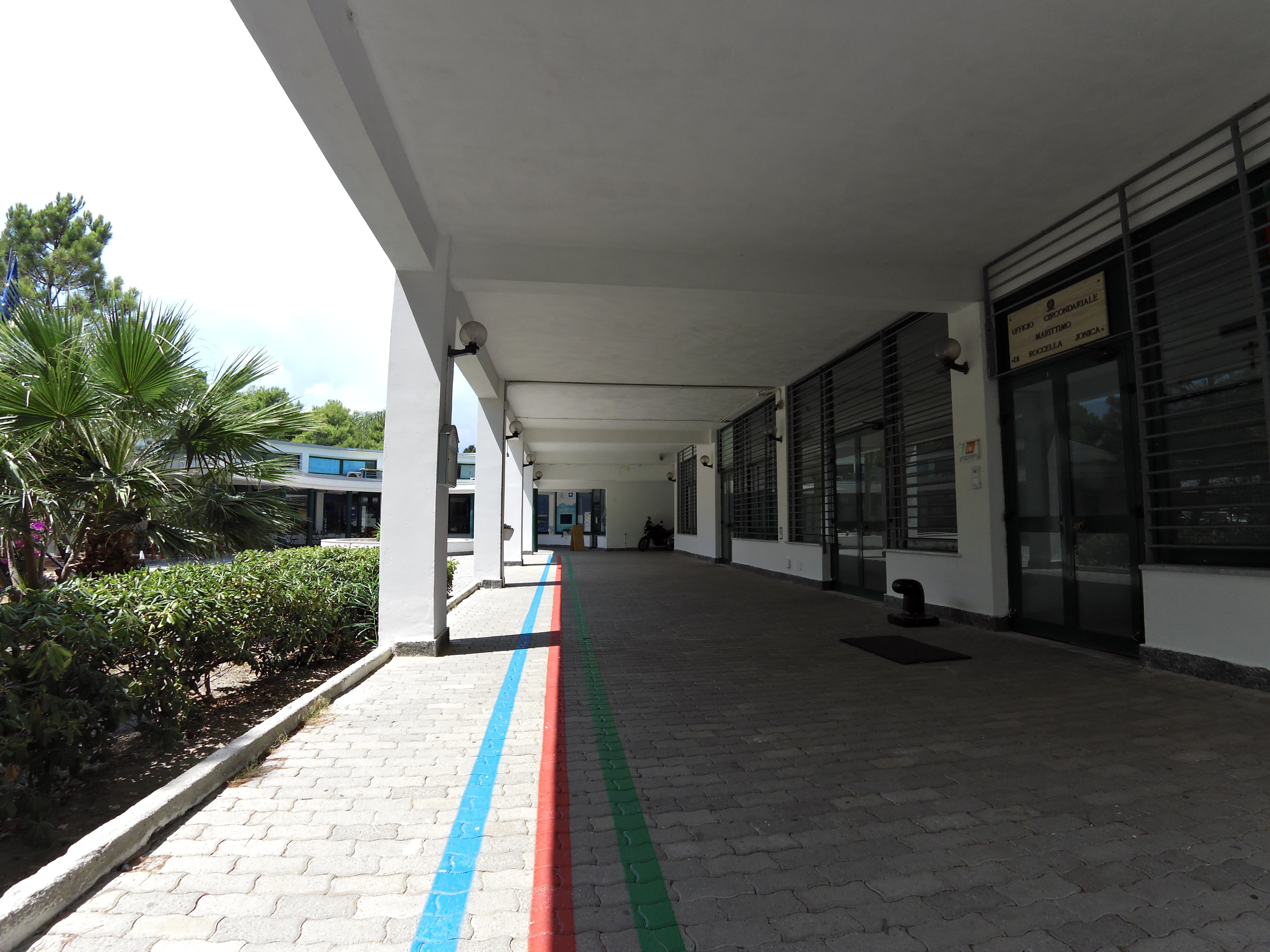
Ufficio circondariale martittimo

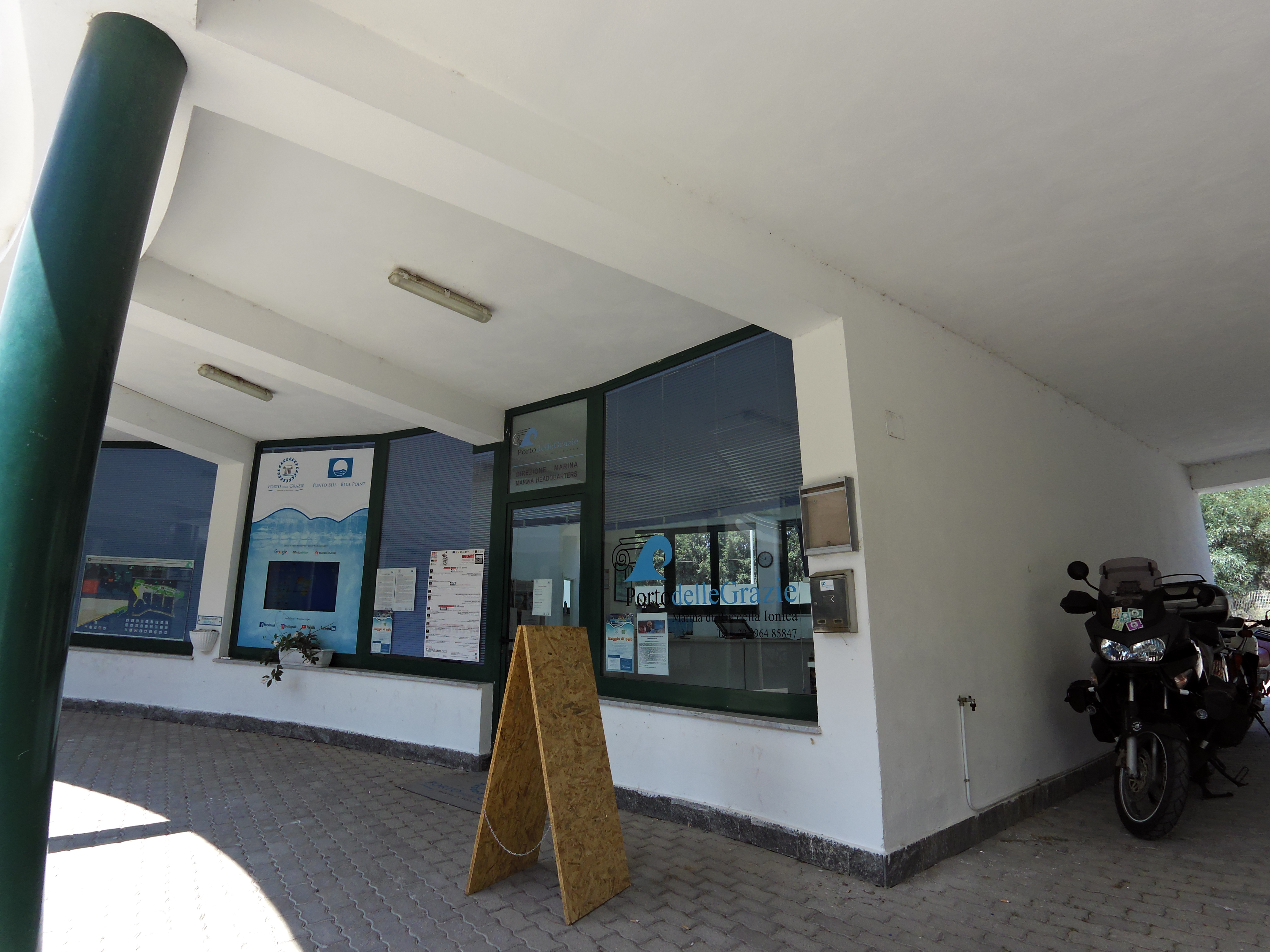
Porto delle Grazie

Il porto è gestito dalla "Porto delle Grazie S.r.l." il cui capitale sociale è ripartito fra il comune di Roccella Ionica (71%) e due soci privati (29%). Il comune di Roccella Ionica è divenuto socio di controllo, rilevando il 51% del capitale sociale della "Porto delle Grazie S.r.l." da Invitalia S.p.A., il 16 febbraio 2016.

## Ambiente
Il porto, nel maggio 2024, ha ottenuto per l'ottava volta consecutiva la bandiera blu degli approdi da parte della FEE Italia, unico porto turistico fra Calabria e Sicilia, porto turistico più a Sud d'Italia. Il Comune di Roccella Ionica ha individuato un progetto di ammodernamento per il Porto delle Grazie che consentirà la produzione di energia rinnovabile da moto ondoso, sulla base di un'applicazione sviluppata dall'Università Mediterranea di Reggio Calabria. Il progetto è stato insignito del premio nazionale di Legambiente "Amico del mare 2017" per il progetto di sostenibilità energetica più innovativo d'Italia, è stato integralmente finanziato dalla Regione Calabria ed è stato presentato al World Engineering Forum 2017 da parte dell'Università Mediterranea di Reggio Calabria. Nel 2019, il porto ha ottenuto le 5 Ancore d'Oro dalla The Yacht Harbour Association.